# Limingo
Limingo (finska: Liminka) är en kommun i landskapet Norra Österbotten i Finland, cirka 25 km söder om Uleåborg. Limingo har 10 218 invånare och har en yta på 651,71 km².
Grannkommuner är Kempele, Lumijoki, Muhos, Uleåborg, Siikajoki, Siikalatva, Tyrnävä och Vaala.
Limingo är en enspråkigt finsk kommun.

## Administrativ historik
1 januari 2001 överfördes ett område med 40 invånare till Tyrnävä kommun samt obebodda områden till kommunerna Lumijoki och Rantsila. Samma datum tillfördes ett område med 3 invånare från Lumijoki kommun och ett område med 21 invånare från den upplösta Temmes kommun. Obebodda områden tillfördes från Rantsila och Tyrnävä.

## Tätorter
Vid Statistikcentralens tätortsavgränsning den 31 december 2021 fanns två tätorter inom Limingo kommuns område:
| Nr | Tätort          | Folkmängd |
| -- | --------------- | --------- |
| 1  | Limingo kyrkoby | 5 304     |
| 2  | Tupos           | 2 923     |

## Styre och politik

### Mandatfördelning i Limingo kommun, valen 1976–2021
| 6 | 1 | 1 | 10 | 3 |

| 7 | 2 |  | 14 | 3 |

| 5 | 2 | 2 | 14 | 4 |

| 5 | 2 |  | 16 | 3 |

| 5 | 3 |  | 14 | 4 |

| 4 | 3 | 16 | 4 |

| 5 | 2 | 18 | 2 |

| 5 |  |  | 17 | 3 |

| 19 | 8 |

| 4 | 2 | 2 |  | 21 | 5 |

| 19 | 16 |

| 3 | 3 |  | 3 | 21 | 4 |

| 19 | 16 |

| 3 | 2 | 3 | 4 | 19 |  | 3 |

| 22 | 13 |

| 3 | 2 |  | 7 | 17 | 5 |

| 20 | 15 |

### Vänorter
Limingo har följande vänorter.
- Nõo kommun, Estland (sedan 1991)

## Befolkning

### Befolkningsutveckling
| Befolkningsutvecklingen i Limingo kommun 1975–2020                                                           | Befolkningsutvecklingen i Limingo kommun 1975–2020 | Befolkningsutvecklingen i Limingo kommun 1975–2020 | Befolkningsutvecklingen i Limingo kommun 1975–2020 | Befolkningsutvecklingen i Limingo kommun 1975–2020 |
| --- | -------------------------------------------------- | -------------------------------------------------- | -------------------------------------------------- | -------------------------------------------------- |
| |                                                    |                                                    |                                                    |                                                    |
| År |                                                    |                                                    | Folkmängd                                          |                                                    |
| 1975 | 1975                                               |                                                    | 3 928                                              |                                                    |
| 1980 | 1980                                               |                                                    | 4 068                                              |                                                    |
| 1985 | 1985                                               |                                                    | 4 418                                              |                                                    |
| 1990 | 1990                                               |                                                    | 4 822                                              |                                                    |
| 1995 | 1995                                               |                                                    | 5 516                                              |                                                    |
| 2000 | 2000                                               |                                                    | 5 735                                              |                                                    |
| 2005 | 2005                                               |                                                    | 7 484                                              |                                                    |
| 2010 | 2010                                               |                                                    | 9 037                                              |                                                    |
| 2015 | 2015                                               |                                                    | 9 937                                              |                                                    |
| 2020 | 2020                                               |                                                    | 10 238                                             |                                                    |
| Anm: Uppgifterna avser förhållandena den 31 december nämnda år enligt områdesindelningen den 1 januari 2022. |                                                    |                                                    |                                                    |                                                    |

### Språk
Befolkningen efter språk (modersmål) den 31 december 2021. Finska, svenska och samiska räknas som inhemska språk då de har officiell status i landet. Resten av språken räknas som främmande. För språk med färre än 10 talare är siffran dold av Statistikcentralen på grund av sekretesskäl.
| Språk                        | Talare 2021-12-31 | Talare 2021-12-31 |
| Språk                        | Antal             | Andel (%)         |
| ---------------------------- | ----------------- | ----------------- |
| Hela befolkningen            | 10 218            | 100,0             |
| Inhemska språk totalt        | 10 150            | 99,3              |
| Finska                       | 10 133            | 99,2              |
| Svenska                      | 14                | 0,1               |
| Samiska                      | 3                 | 0,0               |
| Främmande språk totalt       | 68                | 0,7               |
| Ryska                        | 16                | 0,2               |
| Språk med färre än 10 talare | 52                | 0,5               |

|  | Finska (99,2 %) |

|  | Svenska (0,1 %) |

|  | Samiska (0,0 %) |

|  | Främmande språk (0,7 %) |

|  | Finska (99,2 %) |

|  | Svenska (0,1 %) |

|  | Samiska (0,0 %) |

|  | Främmande språk (0,7 %) |